# 长财组
长财组是位于中国吉林和龙市一带的下白垩世地层，1959年由杨学林命名。该地层以砾岩、砂岩、粉砂岩（上部），砾岩、凝灰质砾岩、砂岩、页岩（下部）为主，间夹碎屑岩、熔岩、煤层（上部），煤层（下部）等。